# Seta Caxton Ateki
Seta Caxton Ateki, né en 1986 dans la région du Nord-Ouest du Cameroun, est un homme politique camerounais et ancien membre de la société civile. Il se présente à l'élection présidentielle camerounaise de 2025 en tant que candidat du Parti de l'Alliance libérale (PAL).

## Biographie

### Naissance et études
Seta Caxton Ateki naît en 1986 dans la région du Nord-Ouest du Cameroun. Il est titulaire d'un BSc en histoire de l'université de Buéa et d'un master en relations internationales de l'Institut des relations internationales du Cameroun (IRIC). Il poursuit actuellement un doctorat.

### Carrière
Fondateur et ancien directeur exécutif de Network for Solidarity, Empowerment and Transformation for All (NewSETA), une ONG axée sur l'autonomisation des jeunes, la gouvernance inclusive et le dialogue pacifique, il est l'un des lauréats de la Hurford Youth Fellowship 2016 et contribue à la création de l'African Movement for Democracy,,. En juillet 2025, NewSETA annonce sa démission à la suite de sa candidature à l'élection présidentielle, marquant ainsi son entrée officielle en politique,.

### Engagement politique
Le 12 juillet 2025, le PAL tient un congrès extraordinaire proposant Seta Caxton Ateki comme candidat à la présidentielle. Il devient ainsi le premier candidat du parti depuis sa création en 1991. Le 18 juillet 2025, il dépose officiellement son dossier de candidature à Elections Cameroon (Elecam). Son programme est axé sur l'unification nationale, la sortie de la crise anglophone, la sortie du franc CFA, l'indépendance vis-à-vis du Fonds monétaire international (FMI) et la lutte contre le chômage des jeunes,.